# Asarum savatieri
Asarum savatieri är en piprankeväxtart. Asarum savatieri ingår i släktet hasselörter, och familjen piprankeväxter.

## Underarter
Arten delas in i följande underarter:
- A. s. pseudosavatieri
- A. s. savatieri
- A. s. iseanum